# Sjukdomar i nervsystemet
Sjukdomar i nervsystemet eller nervsjukdomar är en klass sjukdomar i nervsystemet, det vill säga centrala eller perifera nervsystemet.
Nervsjukdomarna är med få undantag systemiska och kan ge svårtolkade symtom och allmänpåverkan. Dit hör inflammationer i centrala nervsystemet (t.ex. hjärnhinneinflammation), hjärntumörer, atrofier av hjärnan eller nerver (som vid neuromyopati och ALS), rörelserubbningar (Parkinsons sjukdom, parkinsonism), dystoni, tremor, myoklonus, korea, tics, degeneration (Alzheimers, alkoholutlöst, senil demens), myelinförstörande sjukdomar som multipel skleros, episodiska sjukdomar som epilepsi, migrän och övrig huvudvärk, sömnstörningar, förlamningar och smärta, mononeuropati, polyneuropatier, neuromuskulära rubbningar (som myasthenia gravis), myopatier, vattenskalle, och sjukdomar i ryggmärgen.
Vissa av sjukdomarna uppkommer genom smittoämnen och förgiftningar. Andra är medfödda, ärftliga, åldersrelaterade, eller sekundära i förhållande till någon annan systemisk sjukdom.